# Sabine Bergmann-Pohl
Sabine Bergmann-Pohl (nhũ danh Schulz; tiếng Đức: [zaˈbiːnə bɛʁkman poːl]; sinh ngày 20 tháng 4 năm 1946) là một bác sĩ và chính trị gia người Đức. Bà là thành viên của Liên minh Dân chủ Cơ đốc giáo Đức (CDU), từng là Chủ tịch Cộng hòa Dân chủ Đức từ tháng 4 đến tháng 10 năm 1990. Như vậy, bà giữ vai trò là người đứng đầu nhà nước Đông Đức cho đến khi sáp nhập vào Tây Đức vào tháng 10. Sau khi thống nhất nước Đức, bà phục vụ trong chính phủ của Thủ tướng Helmut Kohl.
Bà cũng là nữ nguyên thủ quốc gia đầu tiên và duy nhất của Cộng hòa Dân chủ Đức từ khi thành lập năm 1949 cho đến khi giải thể và sáp nhập vào Cộng hòa Liên bang Đức năm 1990.

## Đời tư
Bà đã kết hôn và có hai người con. Bà là tín đồ Tân giáo.